# 1472 en littérature
| Années de la littérature : 1469 - 1470 - 1471 - 1472 - 1473 - 1474 - 1475    |
| Décennies de la littérature : 1440 - 1450 - 1460 - 1470 - 1480 - 1490 - 1500 |

Cet article présente les faits marquants de l'année 1472 en littérature.

## Évènements
- Jean de Wavrin achève la rédaction de sa chronique Recueil des Croniques et Anchiennes Istories de la Grant Bretaigne, à présent nommé Engleterre, qu'il a commencée vers 1445-1455[1].

## Parutions
- Cristoforo Landino écrit entre 1472 et 1474 le dialogue philosophique en latin Disputationes Camaldulenses, entretiens entre Laurent de Médicis, son frère Julien, Marsile Ficin et Landino lui-même, sur les thèmes de la vie contemplative et du souverain bien, avec une interprétation allégorique de l'Énéide[2].

### Poésie
- 11 avril : première édition imprimée de La Divine Comédie de Dante Alighieri, Foligno, Johann Neumeister[3].
- De ruina mundi, poème allégorique de Jérôme Savonarole, où il dénonce l'avilissement de la société et l'ascendant de la luxure et de l’impiété[4].

## Naissances
- 4 juin : Nezahualcoyotl, homme politique, poète, architecte et philosophe mexicain, né le 28 avril 1402.
- 1er octobre : Filippo Beroaldo, écrivain et poète italien, préfet de la Bibliothèque vaticane, mort le 30 août 1518.
- 1472 ou 1473 : Heinrich Bebel, humaniste allemand, mort le 31 mars 1518[5].

## Décès
- 27 mars : Janus Pannonius, humaniste et poète hungaro-croate, né le 29 août 1434.
- 25 avril : Leon Battista Alberti, humaniste polymathe italien, né en février 1404.
- 18 novembre : Bessarion, moine basilien, cardinal et érudit byzantin, né le 2 janvier 1403.

- Georges de Trébizonde, humaniste, philologue et philosophe grec, né en 1396.

- Peter Luder, humaniste allemand, né vers 1415.